# Walton Hills
Walton Hills est une ville du comté de Cuyahoga, dans l’État de l’Ohio. Lors du recensement de 2010, sa population s’élevait à 2 281 habitants. Sa superficie totale est de 17,64 km2.

## Personnalités
Marlene Anielski, membre de la Chambre des représentants de l'Ohio. 

## Source
- (en) Cet article est partiellement ou en totalité issu de l’article de Wikipédia en anglais intitulé « Walton Hills, Ohio » (voir la liste des auteurs).